# Nicolești (okręg Buzău)
Nicolești – wieś w Rumunii, w okręgu Buzău, w gminie Puiești. W 2011 roku liczyła 826 mieszkańców.